# 聖誕島紅蟹
聖誕島紅蟹（學名：Gecarcoidea natalis）是一種僅在印度洋上聖誕島和科科斯（基林）群島才有的陸蟹。雖然只見於相對小的地區，但據估計可能有約一億兩千萬隻紅蟹生活在那裡，是聖誕島上14種陸蟹中最多的種類。
聖誕島紅蟹主要是吃落下的葉跟花为生，但偶爾也會吃其他的動物，包括其他的紅蟹（見同類相食），如果有機會的話。
甲殼最大可達116mm長，圓形，包含鰓。螯通常是一樣的大小，除非其中一支受傷或脫落；在這種情況下，傷肢會再生，並在再生期間顯得比較小。
雄蟹一般比雌蟹大，雌蟹通常有較小的螯。雌蟹的寬臍在長到第三年才變得比較明顯。他們居住在地洞以避免日曬，因為他們仍用鰓呼吸，乾死可能對他們是極大的危險(但牠們不擅游泳，如落入深水可能淹死)。
聖誕島紅蟹以他們的每年往海遷徙以產卵聞名。在遷徙中，螃蟹群如此密集地佈滿往海岸的路徑，因此甚至可以從空中看到這一奇景。義工們將陸上的螃蟹剷離道路。雖無心造成螃蟹的傷害，但數不清的螃蟹之中仍有部份不可避免地會受到傷害。
但自從2000年代中期，由於地球氣候不斷變暖，使大約50年前隨貨船到達的非洲长足捷蚁為患，大大威脅了聖誕島紅蟹的生存空間，使當地的聖誕島紅蟹數量大大減少。估計多年來當地有1.5到2千萬隻聖誕島紅蟹因為受到長腳蟻超蚁群襲擊而被殺。